# Kabinett De Quay

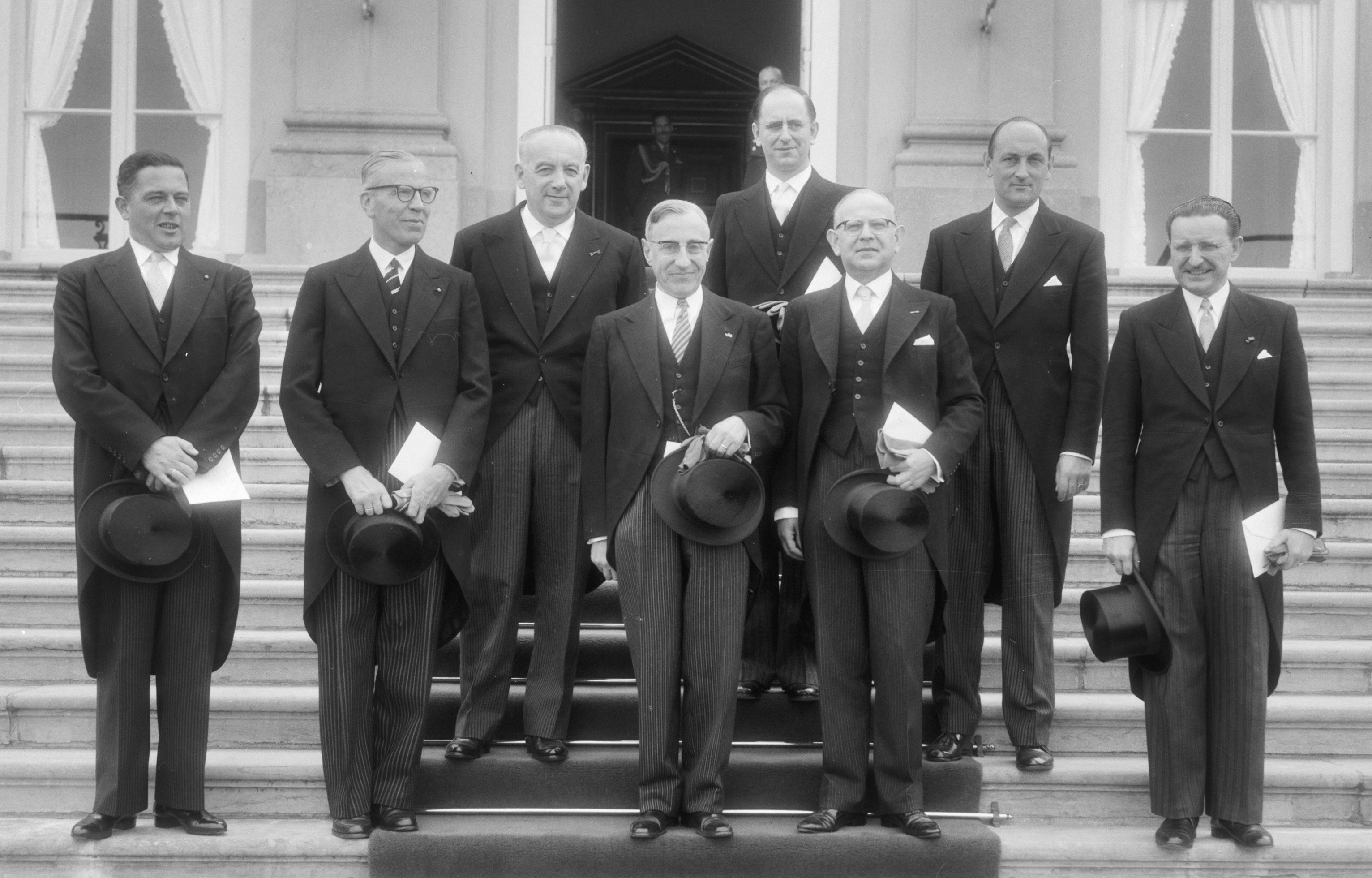
Kabinet De Quay 1959

Das Kabinett De Quay bildete vom 19. Mai 1959 bis 24. Juli 1963 die Regierung der Niederlande. Es handelte sich um eine Koalition aus den christdemokratischen Parteien KVP, ARP und CHU und der liberalen VVD.

## Zusammensetzung

### Minister
| Geschäftsbereich/Amt                                             | Minister                                   | Partei |
| ---------------------------------------------------------------- | ------------------------------------------ | ------ |
| allgemeine Angelegenheiten Ministerpräsident                     | Jan de Quay                                | KVP    |
| Verkehr und Wasserwirtschaft stellvertretender Ministerpräsident | Henk Korthals                              | VVD    |
| Äußeres                                                          | Joseph Luns                                | KVP    |
| Justiz                                                           | Albert Christiaan Willem Beerman           | CHU    |
| Inneres                                                          | Edzo Toxopeus                              | VVD    |
| Bildung, Kunst und Wissenschaft                                  | Jo Cals                                    | KVP    |
| Finanzen                                                         | Jelle Zijlstra                             | ARP    |
| Verteidigung                                                     | Sidney J. van den Bergh bis 1. August 1959 | VVD    |
| Verteidigung                                                     | Sim Visser ab 7. September 1959            | VVD    |
| Wohnungswesen und Baugewerbe                                     | Jan van Aartsen                            | ARP    |
| Wirtschaft                                                       | Jan Willem de Pous                         | CHU    |
| Landwirtschaft und Fischerei                                     | Victor Marijnen                            | KVP    |
| Soziales und Gesundheit                                          | Charles van Rooy bis 3. Juli 1961          | KVP    |
| Soziales und Gesundheit                                          | Victor Marijnen 3. bis 17. Juli 1961       | KVP    |
| Soziales und Gesundheit                                          | Gerard Veldkamp ab 17. Juli 1961           | KVP    |
| Sozialfürsorge                                                   | Marga Klompé                               | KVP    |

### Staatssekretäre
| Geschäftsbereich                | Staatssekretär                                      | Partei    |
| ------------------------------- | --------------------------------------------------- | --------- |
| Allgemeine Angelegenheiten      | Norbert Schmelzer                                   | KVP       |
| Äußeres                         | Hans van Houten ab 24. Juni 1959                    | VVD       |
| Inneres                         | Theo Bot ab 23. November 1959                       | KVP       |
| Bildung, Kunst und Wissenschaft | Ynso Scholten ab 1. Juli 1959                       | CHU       |
| Bildung, Kunst und Wissenschaft | Gerard Stubenrouch 16. Juni 1959 bis 22. April 1962 | KVP       |
| Bildung, Kunst und Wissenschaft | Hendrikus Hubertus Janssen ab 1. Juli 1962          | KVP       |
| Finanzen                        | Willem Hendrik van den Berge ab 1. Juni 1959        | parteilos |
| Verteidigung                    | Michael Rudolph Hendrik Calmeyer ab 19. Juni 1959   | CHU       |
| Verteidigung                    | Piet de Jong ab 27. Juni 1959                       | KVP       |
| Verkehr und Wasserwirtschaft    | Eddie Stijkel ab 15. Oktober 1959                   | VVD       |
| Wirtschaft                      | Gerard Veldkamp bis 17. Juli 1961                   | KVP       |
| Wirtschaft                      | Frans Gijzels ab 14. September 1961                 | KVP       |
| Soziales und Gesundheit         | Bauke Roolvink ab 15. Juni 1959                     | ARP       |